# Ajania mutellina
Ajania mutellina là một loài thực vật có hoa trong họ Cúc. Loài này được (Hand.-Mazz.) Muldashev mô tả khoa học đầu tiên năm 1983.